# Association Sportive Universitaire Lyonnaise Volley-ball 2011-2012 (maschile)
Questa voce raccoglie le informazioni riguardanti l'Association Sportive Universitaire Lyonnaise Volley-ball nelle competizioni ufficiali della stagione 2011-2012.

## Organigramma societario
Area direttiva
- Presidente: Krassimir Todorov

Area tecnica
- Allenatore: Fabrice Chalendar

## Rosa
| N° | Nome               | Ruolo | Data di nascita   | Nazionalità sportiva |
| -- | ------------------ | ----- | ----------------- | -------------------- |
| 1  | Christopher Lamont | C     | 7 dicembre 1982   | Regno Unito          |
| 2  | Martin Joksimović  | C     | 18 febbraio 1990  | Macedonia del Nord   |
| 3  | Dominique Daquin   | C     | 10 novembre 1972  | Francia              |
| 4  | Julien Anton       | P     | 24 febbraio 1982  | Francia              |
| 5  | Jérémie Jambon     | S     | 3 maggio 1984     | Francia              |
| 6  | Christo Todorov    | P     | 21 aprile 1988    | Francia              |
| 7  | Arthur Faure       | S     | 29 novembre 1990  | Francia              |
| 8  | Matthieu Dubuis    | C     | 3 aprile 1989     | Francia              |
| 9  | Martin Jambon      | S/O   | 10 giugno 1989    | Francia              |
| 10 | Tuani Valefuaniu   | C     | 16 maggio 1981    | Francia              |
| 11 | Stéphane Alter     | S     | 30 settembre 1986 | Francia              |
| 12 | Danail Mihaylov    | S     | 1º luglio 1974    | Bulgaria             |
| 13 | Vincent Bonnier    | C     | 15 febbraio 1989  | Francia              |
| 14 | Ancelin Borel      | S     | 15 febbraio 1989  | Francia              |
| 14 | Srdjan Ristić      | S     | 1º ottobre 1984   | Serbia               |
| 16 | Marcos de Oliveira | L     | 25 gennaio 1973   | Brasile              |
| 17 | Maxime Santiago    | S     | 2 agosto 1994     | Francia              |
| 18 | Lucas Chávez       | S/O   | 3 aprile 1982     | Argentina            |
| 18 | Hristo Tsvetanov   | C     | 29 marzo 1978     | Bulgaria             |
| 20 | Stanislav Petkov   | S     | 31 dicembre 1987  | Bulgaria             |